# Doubrava (Karvinái járás)
 Doubrava (1920–1924: Dombrová) (lengyelül: Dąbrowa kiejtéseⓘ, németül: Dombrau) egy falu a Karvinái járásban, a Morva-sziléziai kerületben, Csehországban. Lakóinak száma 1507 (2006) és a történelmi Cieszyn Silesia régióban található.

## Története
Nem tisztázott, hogy a falut mikor alapították. Első írásos említése 1229-ből származik. A falu neve a szláv tölgyfa (lengyelül: dąb, csehül: dub) szóból eredeztethető. A középkor során a falu gyakran cserélt gazdát. 1746-tól 1901-ig a Mattencloit-család tulajdonában volt, majd 1901-ben eladták a bécsi Rothschildeknek.
A falu történetének fontos mérföldköve a szénmezők megtalálása 1822-ben. A kitermelés isebb, később bezárt szénbányákban kezdődött. 1854–1855-ben két aknát nyitottak, melyek Eleonora és Bettina névre kereszteltek. A lakosság többsége a szénbányákban dolgozott. A helyi szénbányákat később Důl Doubrava (Doubravai Szénbányák) néven vegyesvállalatba szervezték. A Bettina-akna tornyát 2006. október 23-án, az Eleonora-aknáét 2007. november 2-án robbantották fel.
Cieszyn Silesia 1920-as felosztása után a falu Csehszlovákia része lett Dombrová néven. A müncheni egyezmény nyomán 1938 októberében Doubrava és az egész Zaolzie régió Lengyelországé lett. A falut második világháború kezdetén a Harmadik Birodalom foglalta el. A háború után a település újra Csehszlovákiához került.
1974-ben Doubrava közigazgatásilag Orlová város része lett. A kiterjedt szénbányászat miatt Doubravában az életkörülmények leromlottak. A település 1990-ben visszakapta önállóságát.
A falu legfontosabb látnivalója a Szent Hedvignek szentelt római katolikus templom 1899-ből, az 1928-as huszita templom, és az 1903-ban a kulturális és sportcélokra épített Národní dům (Nemzeti ház).

## Galéria

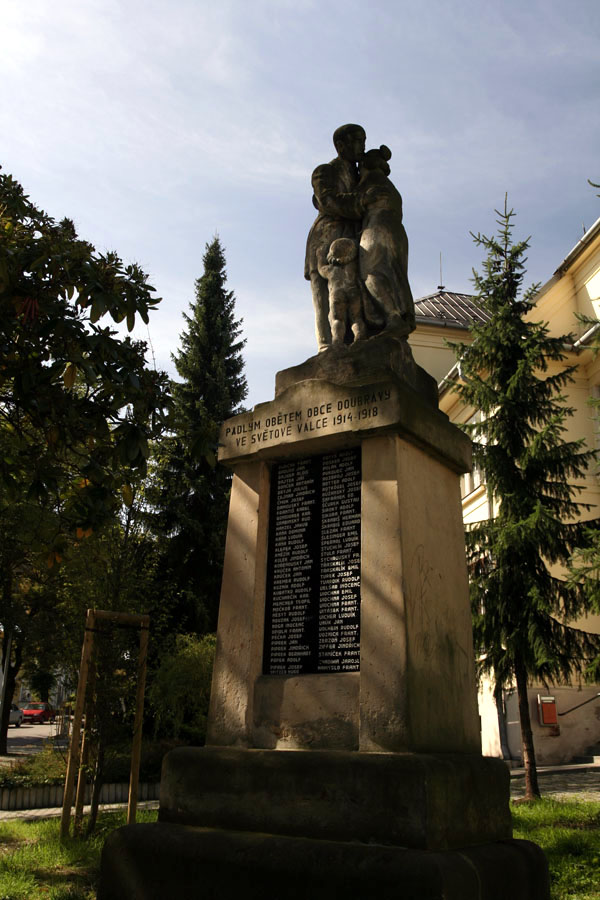
Az első világháború áldozatainak emlékműve
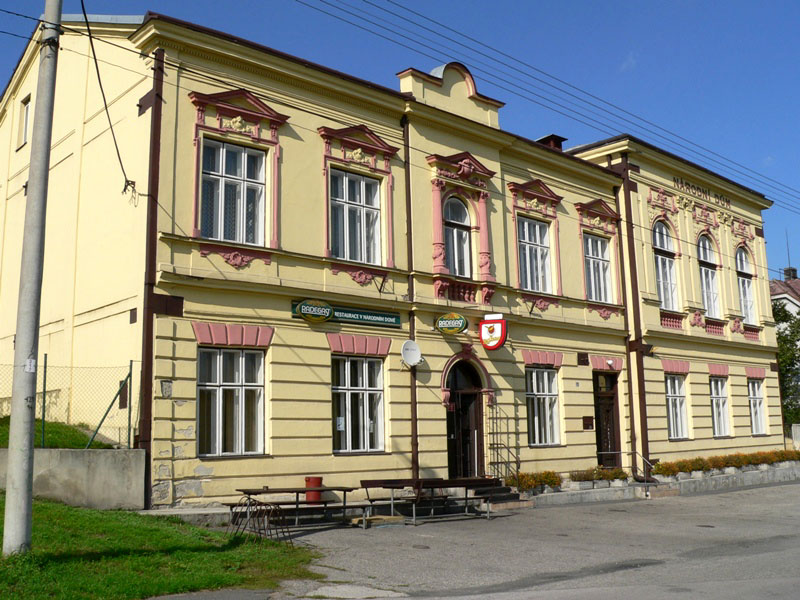
Národní dům (Nemzeti ház)
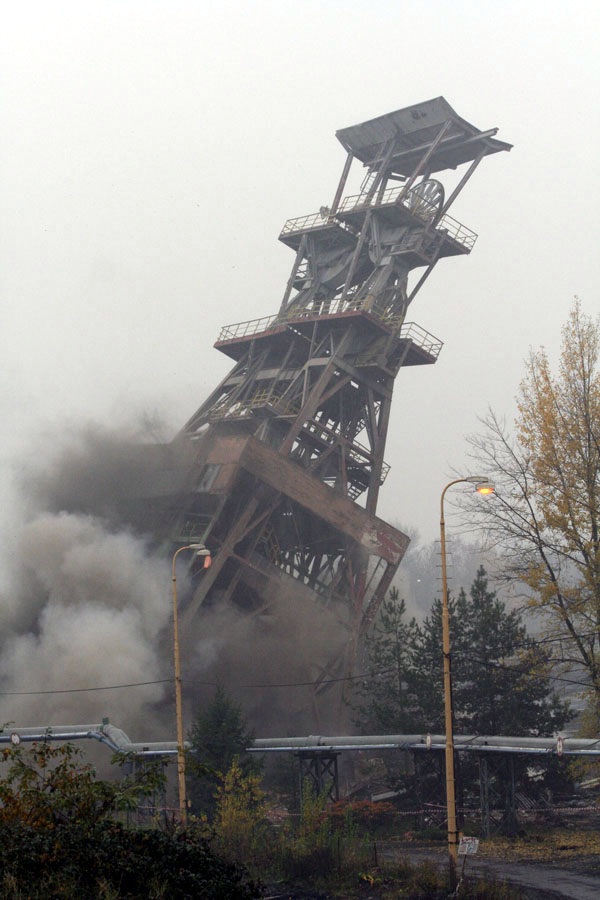
Az Eleonora-akna tornyának felrobbantása

## Népesség
A település népessége az elmúlt években az alábbi módon változott:
| Lakosok száma | 1752 | 4327 | 5220 | 4341 | 2457 | 1253 | 1224 | 1191 | 1211 | 1146 |
|               | 1869 | 1900 | 1921 | 1961 | 1980 | 2014 | 2017 | 2020 | 2022 | 2025 |

## Fordítás
- Ez a szócikk részben vagy egészben a Doubrava című angol Wikipédia-szócikk fordításán alapul.  Az eredeti cikk szerkesztőit annak laptörténete sorolja fel. Ez a jelzés csupán a megfogalmazás eredetét és a szerzői jogokat jelzi, nem szolgál a cikkben szereplő információk forrásmegjelöléseként.